# Могутово (Псковская область)
Могутово — деревня в юго-западной части Стругокрасненского района Псковской области. Входит в состав сельского поселения «Новосельская волость».
Расположена в 10 км к северо-западу от волостного центра, села Новоселье, и в 30 км к юго-западу от посёлка Струги Красные.

## Население
Численность населения составляет 61 житель (2000 год), на 2010 год — 38 жителей.